# Pierre Schwinte
Pierre Schwinte, né le 6 mars 1922 à Strasbourg et mort le 11 mars 2000 dans la même ville, est un arbitre de football français. Il est arbitre international dès 1954 jusqu'à la fin des années 1960.

## Carrière
Il a officié dans des compétitions majeures  : 
- Jeux olympiques de 1960 (1 match)
- Coupe du monde de football de 1962 (2 matchs)
- Coupe intercontinentale 1962 (match retour)
- Coupe de France de football 1962-1963 (finale)
- Coupe d'Europe des vainqueurs de coupe de football 1965-1966 (finale)
- Coupe du monde de football de 1966 (2 matchs)